# Palacio San Martín

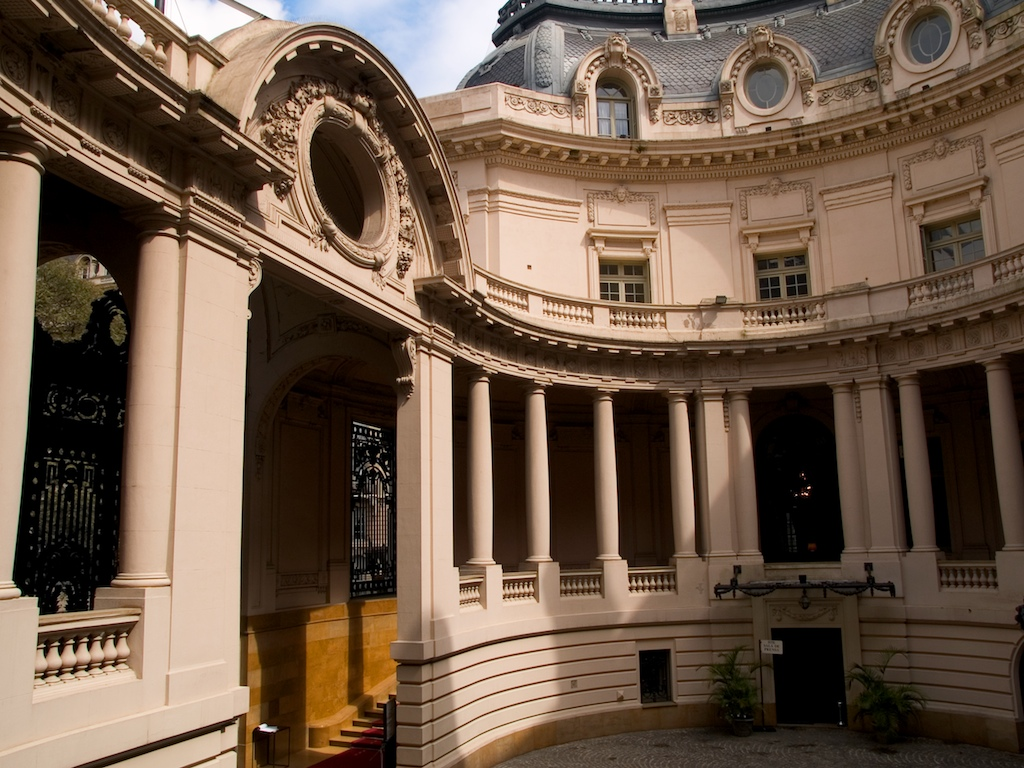
Vista del patio interno del Palacio San Martín

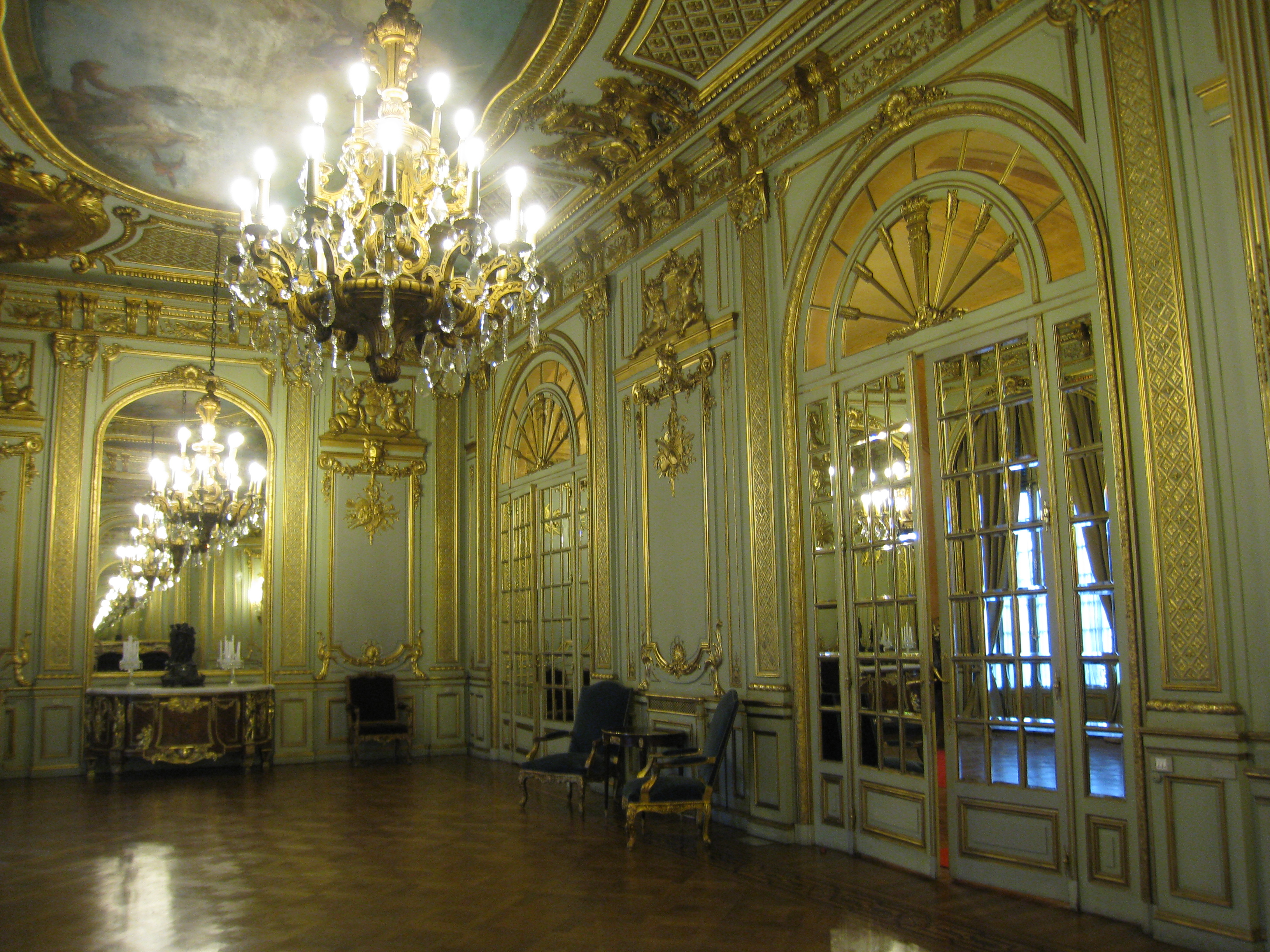
Palacio San Martín, vista interior

El Palacio San Martín, también llamado Palacio Anchorena, es la sede ceremonial de la Cancillería de la República Argentina, dependiente del Ministerio de Relaciones Exteriores y está situado frente a la Plaza San Martín en el barrio de Retiro de Buenos Aires. 

## Historia
El palacio de estilo Bellas Artes fue diseñado para Mercedes Castellanos de Anchorena, miembro de una de las familias más representativas de la aristocracia porteña, por el arquitecto Alejandro Christophersen en 1905. Construido a partir de 1909 y con todas sus fachadas revestidas en símil piedra, fue inaugurado por la familia Anchorena para conmemorar el centenario de la declaración de la Independencia Argentina. Desde su edificación y durante los veinte años en que fue propiedad de la familia Anchorena fue conocido popularmente como el Palacio Anchorena, hasta que en 1936 fue adquirido por el gobierno argentino y se convirtió en la sede del Ministerio de Relaciones Exteriores, pasándose a llamar Palacio San Martín. En el año 1993 se inauguró el Edificio Cancillería (Buenos Aires), un moderno edificio para el funcionamiento de ese Ministerio, quedando el tradicional palacio como la sede ceremonial de la Cancillería Argentina. 
El palacio contiene muchas obras de arte de artistas argentinos y americanos del siglo XX, como Antonio Berni, Pablo Curatella Manes, Lino Enea Spilimbergo y Roberto Matta, además se encuentra en él una colección de arte Precolombina y una biblioteca especializada en derecho internacional y de historia de las relaciones internacionales. 
Asimismo funciona allí el Museo de la Diplomacia Argentina.
Es considerado como monumento histórico nacional desde 1994 (MHN).

## Arquitectura
Considerada la obra cumbre del arquitecto Alejandro Christophersen, el Palacio San Martín se nos brinda como un ejemplo insoslayable de la arquitectura ecléctica de finales de siglo XIX y principios del XX, más puntualmente del academicismo francés, difundido internacionalmente desde la Escuela de Bellas Artes de París.
Al recorrerlo exteriormente observamos el vocabulario clásico de sus pilastras, molduras y ornamentos, y la mansarda que corona el edificio, con sus techos de pizarra y ojos de buey, característicos de la arquitectura francesa de la época.
El lujo y la expresión de poder simbólico, a través de los estilos de decoración interior neobarrocos o neorococó (que retoman el gusto de la aristocracia europea), es una característica de los palacios eclécticos criollos de finales de siglo XIX y principios del XX. Cada ambiente ofrece una caracterización particular, encontrándose espacios donde lo clásico dialoga con el modernismo de estructuras de hierro y vidrio.